# Yonkers (dal)
A Yonkers Tyler, the Creator amerikai rapper dala, amely a második kislemezként jelent meg Goblin című második albumáról 2011. február 14-én.
A dalt kritizálták erőszakos dalszövege és a sok beszólogatás miatt, de szakértők méltatták, és az év egyik legjobb dalának tekintették. Tyler rendezte a kislemez videóklipjét is, amelyet szintén méltatták, és elnyerte vele a Legjobb új előadó díjat a 2011-es MTV Video Music Awards díjátadó. Több magazin is az előadó első nagy slágerének tekintette.

## Tartalom
A dalban Tyler több zenésznek is beszól, mint Hayley Williams, B.o.B és Bruno Mars. Ez nem az első alkalom, hogy negatívan említette az utóbbit egy dalon, a Game Martians vs. Goblins dalán is beszólt neki. Válaszként B.o.B kiadott egy számot No Future címen, az Odd Future csoportra utalva. Tyler méltatta a dalt, és azt mondta, eredetileg nem gondolta, hogy diss track lett volna. Mars a sorról, amelyben Tyler azzal fenyegeti, hogy nyakon szúrja, azt nyilatkozta, hogy „Tylernek sorban kell állnia, ha meg akar késelni... Nem az első, aki nekem ezt mondta, és biztos nem ő lesz az utolsó.” Capital Steez felhasználta a dal első sorát Negus című számában.

## Videóklip
A Yonkers videóklipjlét Tyler rendezte, és 2011. február 10-én jelent meg az Odd Future YouTube-csatornáján. A klipet fekete-fehérben forgatták, Tyler egy üres szobában a széken ülve adja elő a dalt, miközben egy csótánnyal játszadozik, majd megeszi, amelynek következtében elhányja magát. A szó „gyilkolj” látható a kezén, egy Péterkereszttel együtt. A videó végén Tyler leveszi pólóját, és észreveszi, hogy vérzik az orra, majd felakasztja magát. A videóban nem szerepel a harmadik versszak.
A videóklip népszerű lett online. 2011. február 23-án Kanye West kijelentette Twitteren, hogy a Yonkers 2011 legjobb videója volt. A klipért Tyler megnyerte a Legjobb új előadő díjat a 2011-es MTV Video Music Awards díjátadó, illetve jelölték az Év videója kategóriában is.

## Kritika
A Yonkerst méltatták a szakértők. A Pitchfork odaítélte neki a Legjobb új zene díjat, kijelentve, hogy „nem csak a legjobb dolog, amelyet bármelyik Odd Future-tag elkészített eddig, de a tökéletes reprezentációja, hogy mit csinálnak jól.” A The Guardian 2011 harmadik legjobb dalának nevezte. Claire Suddath (Time) a nyolcadik helyre helyezte év végi listáján, azt mondva róla, hogy „minimalista rap,” azzal zárva, hogy olyan „nyugtalanság érzést kelt, amelyet a punk megjelenése óta nem látott a zene világa.” A Pigeons and Planes az év 21. legjobb kislemezének nevezte, míg az XXL a 22. helyet adta neki. A Rolling Stone a listája huszonharmadik helyét adta neki.

## Számlista
| 1. | Yonkers | 4:11 |

| Promóciós CD | Promóciós CD         | Promóciós CD | Promóciós CD | Promóciós CD | Promóciós CD | Promóciós CD | Promóciós CD | Promóciós CD | Promóciós CD |
|              | Cím                  | Hossz        |              |              |              |              |              |              |              |
| ------------ | -------------------- | ------------ | ------------ | ------------ | ------------ | ------------ | ------------ | ------------ | ------------ |
| 1.           | Yonkers (radio edit) | 4:12         |              |              |              |              |              |              |              |
| 2.           | Yonkers              | 4:12         |              |              |              |              |              |              |              |
| 8:24         |                      |              |              |              |              |              |              |              |              |

## Slágerlista
| Slágerlisták (2011)                           | Legmagasabb pozíció |
| --------------------------------------------- | ------------------- |
| Egyesült Királyság (UK Indie Breakers)        | 15                  |
| US Bubbling Under Hot 100 Singles (Billboard) | 2                   |
| US Heatseekers Songs (Billboard)              | 9                   |
| US R&B/Hip-Hop Digital Songs (Billboard)      | 27                  |

## Minősítések
| Régió                                                            | Minősítés | Eladott példányszám |
| ---------------------------------------------------------------- | --------- | ------------------- |
| Egyesült Államok (RIAA)                                          | platina   | 1 000 000‡          |
| Egyesült Királyság (BPI)                                         | ezüst     | 200 000‡            |
| Kanada (Music Canada)                                            | platina   | 80 000‡             |
| ‡ Eladási+streaming példányszámok kizárólag a minősítés alapján. |           |                     |